# Béla Páter
Béla Páter (n. 9 septembrie 1860, Prešov, Imperiul Austriac – d. 21 iunie 1938, Cluj, România) a fost un botanist, agronom, profesor universitar și cercetător român de origine maghiară, fondatorul Stațiunii de Plante Medicinale din Cluj și promotor al învățământului agricol superior din Transilvania. A fost un dascăl erudit și un pionier în studiul, cultivarea și valorificarea plantelor medicinale în România.

## Biografie

### Copilărie și educație
S-a născut la 9 septembrie 1860 în Eperjes, comitatul Saroș, Austro-Ungaria. A urmat școala primară și gimnaziul la Leutschau (Levoča), apoi Liceul Real, pe care l-a absolvit în 1878. A urmat cursurile Facultății de Științe Naturale a Politehnicii din Budapesta, apoi cursuri la Universitatea din Budapesta, obținând în 1883 atestatul de profesor pentru învățământul secundar, specializat în botanică, zoologie, mineralogie și geologie.

### Carieră profesională
După un an ca asistent la Politehnica din Budapesta, a devenit profesor la Școala de Agricultură din Koschau (1885–1893), unde a predat științele naturii și discipline agronomice. La 1 octombrie 1893 a fost numit profesor la Școala de Agricultură din Cluj, unde a activat timp de peste patru decenii.
În 1906 a obținut titlul de doctor în filosofie, cu specializarea agronomie, la Universitatea din Cluj. În perioada 1910–1919 a fost director al Academiei de Agricultură din Cluj, prima instituție de învățământ agricol superior din România.
După 1919 a rămas la Cluj ca director onorific și profesor la Stațiunea de Plante Medicinale, fiind apreciat pentru loialitatea față de noile structuri românești. S-a pensionat în 1931, după 46 de ani de activitate didactică.

## Activitate științifică

### Domenii de cercetare
- Botanică agricolă și farmacobotanică
- Fitoterapie și plante medicinale
- Protecția plantelor, entomologie, piscicultură
- Controlul semințelor și pedologie

### Contribuții originale
A fondat Stațiunea de Plante Medicinale din Cluj în 1904 – prima instituție de acest fel din lume, recunoscută internațional. A dezvoltat culturile de Atropa belladonna, isop, mentă, mătrăgună, coriandru, introducând soiuri ameliorate și tehnologii moderne.
A organizat distilarea uleiurilor eterice și a promovat comerțul internațional cu plante medicinale românești. În 1937, la Congresul Agricol de la București, a susținut importanța strategică a acestui domeniu pentru economia națională.

### Recunoaștere internațională
A fost elogiat de specialiști precum farmacologul elvețian Tschirch și a publicat în reviste de renume precum Heil- und Gewürzpflanzen și Pharmazeutische Monatshefte. A fost coautor al lucrării La culture des plantes médicinales en Roumanie (1925), împreună cu I.S. Flexor.

## Lucrări
- Botanica agricolă pentru studenții Academiei de Agricultură (1893)
- Botanica morfologică, anatomică și fiziologică
- Zoologia agricolă (2 ediții)
- Mineralogia și geologia, pentru licee
- Piscicultura
- Cultura mătrăgunii, Buletinul Agriculturii, 1925
- Cultura plantelor medicinale, Buletinul Agriculturii, 1925
- Plantele medicinale sălbatice, Buletinul Agriculturii, 1927
- Situația României față de piața mondială a plantelor medicinale, Congresul Agricol, 1937
- Plantele noastre medicinale. Noțiuni de cultură și colectare, 1938

## In memoriam
Béla Páter a fost omagiat în 1931 de Academia de Agricultură din Cluj și de ICAR, cu ocazia pensionării. A fost considerat un model de corectitudine, erudiție și omenie. S-a stins din viață pe 21 iunie 1938 la Cluj, fiind evocat drept unul dintre marii pionieri ai științei agricole românești.